# Предсједнички систем
Предсједнички систем или систем предсједничке владе је уставно-политички систем организације власти у коме је начелно оштро извршена диоба власти на законодавну, извршну и судску, те је свака самостална у подручју које јој је уставом додјељено. Успостављен је Уставом САД из 1787, као први облик уставне предсједничке владе у свијету. У предсједничком систему предсједнику државе повјерена је извршна власт, а парламенту законодавна власт, чиме је у једној особи кумулирана атрибуција шефа државе и премијера. Предсједник државе начелно не може утицати на положај и рад парламента, међутим он то може чинити посредно или непосредно (преко представника своје странке у парламенту или „порука нацији“).
Амерички модел снажно је утицао на његово увођење у многобројним државама, без обзира на то каква су начела, околности и политички разлози условили такво опредјељење. У већини земаља тзв. Трећег свијета такав уставни оквир послужио је као основа за развој предсједничког система, у коме је остварена готово потпуна доминација државног поглавара у систему организације власти. Смјена врха власти у тим државама војним или државним ударом није неуобичајена.
На простору бивше Југославије де јуре председнички систем је имала Србија и Црна Гора, али је председник заједно са саветом министара имао  веома мало моћи ограничених на четири области заједничке за обе републике (економија, људска права, одбрана, међународни послови), те се систем де факто сматра парламентарним.

## Историја

### Развој у Америци
Председнички систем има своје корене у управљању британским колонијама из 17. века у садашњим Сједињеним Државама. Ходочасници, којима је било дозвољено да сами управљају у колонији Плимут, успоставили су систем који је користио независну извршну власт. Сваке године колонијално законодавство је бирало гувернера, као и неколико помоћника, аналогно савременим кабинетима. Затим су именовани додатни извршни званичници као што су полицајци и гласници. У исто време, Британска острва су прошла кратак период републиканизма као Протекторат, током којег је Лорд заштитник служио као извршни лидер сличан председнику.
Први прави председнички систем развијен је током Уставотворне конвенције Сједињених Држава 1787. године. Црпећи инспирацију из претходних колонијалних влада, из енглеског англосаксонског права и од филозофа као што су Џон Лок и Монтескје, делегати су развили оно што је сада познато као председнички систем. Најважније, Џејмс Вилсон се залагао за јединствену извршну фигуру која је постала улога председника. Сједињене Државе су постале прва председничка република када је Устав Сједињених Држава ступио на снагу 1789. године, а Џорџ Вашингтон је постао први председник под председничким системом.
Током 1810-их и 1820-их, шпанске колоније у Америци су тражиле независност, и неколико нових влада шпанског говорног подручја појавило се у Латинској Америци. Ове земље су обликовале своје уставе по узору на устав Сједињених Држава, и председнички систем је постао доминантан политички систем у Америци. После неколико деценија монархије, Бразил је такође усвојио председнички систем 1889. године са Деодором да Фонсеком као првим председником. Латиноамерички председнички системи су искусили различите нивое стабилности, са многим периодима диктаторске владавине.

### Као глобални систем
По узору на друге шпанске колоније, Филипини су успоставили први председнички систем у Азији 1898. године, али је пао под америчку контролу због Шпанско-америчког рата. Председнички систем је обновљен након што су Сједињене Државе дале независност Филипинима 1946. године.
Деколонизација 1950-их и 1960-их донела је са собом значајно ширење председничког система. За то време у Африци је формирано неколико нових председничких република. Кипар, Малдиви и Јужни Вијетнам су такође усвојили председнички систем након деколонизације. Пакистан и Бангладеш су то такође учинили, али су убрзо након тога променили своје системе власти.
Још неколико земаља усвојило је председнички систем у последњим деценијама 20. века. Модификована верзија председничког система је примењена у Ирану након уставне реформе 1989. године у којој врховни вођа служи као шеф државе и апсолутна власт у овој земљи. Године 1981, Палау је стекао независност и усвојио председнички систем. Када је Совјетски Савез распао 1991. године, председнички систем су усвојиле нове државе које су створене, иако је већина њих усвојила друге системе власти током наредних деценија. Белорусија номинално одржава председнички систем, али критичари наводе да је он трансформисан у диктатуру.
Председнички систем наставља да се усваја у 21. веку. Након независности 2011. године, Јужни Судан је усвојио председнички систем. Турска је 2018. године укинула свој парламентарни систем у корист председничког система, што је критиковано као покушај Реџепа Тајипа Ердогана да консолидује власт.